# 261
261 (CCLXI) var ett normalår som började en tisdag i den julianska kalendern.

## Händelser

### Okänt datum
- Gallienus krossar alemannerna vid Milano.
- Gallienus avskaffar 257 års edikt, vilket har lett till förföljande av kristna.
- Det uppror mot Gallienus, som har letts av Macrianus Major, Macrianus Minor och Quietus, tar slut. Macrianus Major och Minor marscherar från Asien till Europa, men besegras i Thrakien av kejsar Gallienus general Aureolus och båda dödas. Quietus flyr till staden Emesa, där han dödas av Odaenathus från Palmyra.
- Michu uppstiger på det koreanska kungariket Sillas tron, och blir därmed den förste kungen i den långa Kimdynastin.

## Avlidna
- Macrianus Major, romersk usurpator
- Quietus, romersk usurpator
- Mussius Aemilianus, romersk usurpator
- Cheomhae av Silla, koreansk härskare